# Feuilleea cynometrodes
Feuilleea cynometrodes là một loài thực vật có hoa trong họ Cucurbitaceae. Loài này được (Bedd.) Kuntze mô tả khoa học đầu tiên năm 1891.